# سیوند
سیوَند روستایی باستانی و خوش آب‌وهوا در استان فارس است.

## رتبه در استان
سیوند با ۳٬۳۸۹تنجمعیت طبق آمار رسمی سازمان آمار ایران در سرشماری عمومی نفوس و مسکن سال ۹۵ یکی از روستاهای بزرگ استان فارس است و از ۲۰ شهر استان جمعیت بیشتری دارد
| ردیف | نام شهر    | نام شهرستان  | تاریخ تاسیس شهرداری | جمعیت (۱۳۹۵) |
| ---- | ---------- | ------------ | ------------------- | ------------ |
| ۱    | کوهنجان    | سروستان      | ۱۳۸۹                | ۳٬۲۸۱        |
| ۲    | خوزی       | مُهر          | ۱۳۹۱                | ۳٬۲۴۵        |
| ۳    | کوپن       | رستم         | ۱۳۹۱                | ۳٬۲۳۷        |
| ۴    | اهل        | لامرد        | ۱۳۷۵                | ۳٬۱۷۹        |
| ۵    | حسامی      | سرچهان       | ۱۳۸۹                | ۳٬۱۳۱        |
| ۶    | سورمق      | آباده        | ۱۳۸۴                | ۳٬۰۵۰        |
| ۷    | اسیر       | مُهر          | ۱۳۸۹                | ۳٬۰۴۲        |
| ۸    | خانمین     | مرودشت       | ۱۳۹۱                | ۳٬۰۲۰        |
| ۹    | دوبرجی     | داراب        | ۱۳۸۸                | ۲٬۹۰۷        |
| ۱۰   | قطرویه     | نی‌ریز        | ۱۳۸۸                | ۲٬۸۹۵        |
| ۱۱   | نودان      | کوه‌چنار      | ۱۳۷۹                | ۲٬۸۹۲        |
| ۱۲   | افزر       | قیر و کارزین | ۱۳۸۴                | ۲٬۶۵۷        |
| ۱۳   | رامجرد     | مرودشت       | ۱۳۸۸                | ۲٬۵۵۰        |
| ۱۴   | نوبندگان   | فسا          | ۱۳۸۴                | ۲٬۴۱۰        |
| ۱۵   | چاه ورز    | لامرد        | ۱۳۹۷                | ۲٬۳۹۱        |
| ۱۶   | حسن‌آباد    | اقلید        | ۱۳۸۸                | ۲٬۰۴۵        |
| ۱۷   | سلطان‌شهر   | خرامه        | ۱۳۹۱                | ۱٬۹۲۸        |
| ۱۸   | مادرسلیمان | پاسارگاد     | ۱۳۹۱                | ۱٬۵۴۶        |
| ۱۹   | بابامنیر   | ممسنی        | ۱۳۹۱                | ۱٬۳۷۹        |
| ۲۰   | دوزه       | جهرم         | ۱۳۸۹                | ۱٬۳۴۸        |

## ریشه‌شناسی نام سیوند

نمایی از بافت پلکانی سیوند

سیوند درآغاز سیه بند بوده که با توجه به پوشش انبوه منطقه که کبود به نظر می‌آمده و بندی عظیم بر روی رودخانه علت پیدایش این نام است.
همچنین گفته می‌شود اهالی سیوند، مهاجرانی از ایل سکوند، ساکن در غرب ایران می‌باشند که در زمان صفویه در جایگاه کنونی یکجانشین شده‌اند؛ نام سیوند نیز از ایل سکوند گرفته شده است.

### تاریخچه پیدایش سیوند

آبشار او برو سیوند

سیوند در عهد صفویه در نزدیکی امامزاده عقیل در محلی که امروز به سیوند خرابه مشهور است قرار داشته است و چنان‌که از قبر نوشته‌های قبرستان امامزاده عقیل بر می‌آید که در قرن هفتم هجری در دوره غازان مغول در اینجا ساکن شده‌اند. طایفه ای که که معروف به قائد سیوندی بودند سمت غرب ایران مستقر هستند بزرگان این ایل که سکوند نیز خوانده می‌شوند و حضور خود را مربوط به کمتر از سه قرن پیش می‌دانند در لرستان و زاگروس مرکزی حال اینکه سند حضور آنها در فارس مربوط به حداقل دوران مغولان است. لوح قبرهای زیادی در قبرستان کنار امامزاده از طایفه قائدهای سیوندی وجود دارد که قدیمی‌ترین آن گه اکنون کشف شده است بنام قائد علی بن قائد حسن کرد سلیمان سیوندی متوفی رببع الاول ۹۰۷ قمری می باشدیا سنگ قبرقایدبابا بن قایدحسن آقامیرسیوندی متوفی ۱۰۲۷ قمری (سبع عشرین الف) یالوح قبر قائدکدخدای محترم درویش ابن قائداحمد بن قائد ملک شمس الدین سیوندی متوفی ماه صفر المظفر سال ۱۰۳۰هجری قمری و لوح قبر مرحوم قائد کدخدای محترم قیصربن قائد نجم الدین سیوندی متوفی ذیححه الحرام ۱۰۳۷ هجری قمری و لوح قبر قائد شمس الدین ابن قائدحاجی شمسی در تاریخ جمادی الثانی ۱۰۴۴ هجری قمری و قائد شمس الدین ابن قلی سیوندی متوفی جمادی الاول ۱۱۰۱ هجری قمری. البته لو ح قبرهای زیادی وجود داشته که به دلیل ساخت اتوبان خراب شده است. طایفه قائد سیوندی که با جمعیتی بین ۶۰۰تا ۸۰۰نفر به این منطقه آمدند بیشتر نظامی و اسلحه به دست بودند و در کنار آن دامداری و کشاورزی هم می‌کردند آنها وارد ارتش صفوی شدند و با دولت صفوی ارتباط‌های خوبی داشتند و مالیات بگیر آنها بودند. قائد شمس الدین ابن قائد احمد شاه سیوندی از نظامیان مطرح سیوندی در دربار صفوی بود و در جنگ زرگان هم قائدهای سیوندی حاضر بودند و در کنار نادر شاه می‌جنگیدند و با افغانی‌ها یا هوتکیان مبارزه کردند و نگذاشتند سیوند را تصرف کنند. ت و به همراه نادر تا هندوستان هم پیش رفتند و مالک ثروت زیادی شدند. ولی مورد غضب نادر قرار گرفتند و مجبور به تبعید یا کوچ اجباری از سیوند به نواحی جنوبی شدند. علاوه بر قائدهای سیوندی طایفه ابوالمحدی هم مجبور به مهاجرت به خوزستان شدند. تا اینکه سیوند در سال ۱۱۳۴ در حمله محمود افغان به کلی ویران شد. تعداد بسیار زیادی از سیوندی‌ها معروف به طایفه قائدسیوندی از سیوندبه نواحی جنوبی فارس بیخه جات جنوب مهاجرت کردند و وراوی را به وجود آوردند و سالها در آن منطقه حاکمیت داشتند و هنوز جمعیت کثیری از آنها در شهرها و روستاها مختلف لامرد و مهرزندگی می‌کنند. علاوه بر اینها
چند خانواده هم به رابر (اسکر) در کرمان مهاجرت کرده‌اند که بسیار مردمانی دلیر و مهمان نواز هستند. باقی‌مانده مردم سیوند در زمان قاجار در جای امروزی سیوند سکنی گزیدند.
در سیوند کلیمیان آزادانه دادوستد می‌کنند و ارامنه و فرنگیان به راحتی مراسم دینی خود را به جای می‌آورند.
هم چنین عزیزالله سلیمانی اردکانی در کتاب مصابیح هدایت چنین می‌نویسد: از طرف یزد که به‌طور شیراز حرکت می‌کنی در همه جا مناطق متراکم‌نشین بهایی وجود دارد در بعضی مانند آباده نیمی بهایی و نیمی مسلمان (هرندی‌ها عموماً بهایی شده‌اند اما کرجه ای‌ها مسلمان مانده‌اند) و روستاهای اطراف آن مانند همت‌آباد ادریس آباد صغاد درغوک عباس‌آباد و وزیرآباد در بعضی نقاط مانندروستای خرمی (بلوک قونقری بخش بوانات) که ملک خاندان افغان بوده همگی یا عموماً آبهایی بوده‌اند. علاوه بر شیراز نی ریز ارسنجان زرقان ابرقو مروست سروستان کارزین وروستاهای اطراف آن‌ها از مراکز متراکم بهایی می‌باشند که از این میان تنها سیوند از این حیث مبری بوده و حاجی‌های متعصب سیوندی مردم را از معاشرت با مسلمانان منطقه نهی می‌کنند درصورتی که کلیمیان در کاروانسرای کلیمیان و ارامنه در قلعه فرنگی‌ها زندگی می‌کنند.

## زیارتگاه‌های سیوند
- امامزاده سلطان کرم سیوند
- امامزاده ابراهیم سیوند
- قدمگاه امام حسن عسکری سیوند
- دره حسنی سیوند

## ارمغان
می‌توان رب گوجه و خیار شور را نام برد و از ارمغان‌های قیمی به سفیداب سنتی سیوند. ترشیجات سیوند. تهیه شده با سرکه سنتی رب انار آبغوره سنتی و شیره انگور و عرق بیدمشک و شاتره انواع میوه‌های سیوند به ویژه هلو انار گردو بادام سیب و گلابی به ویژه خیار سبز اشاره کرد…

## طبیعت سیوند

### رود سیوند
رود سیوند از ارتفاعات منطقه خسروشیرین واقع در شهرستان اقلید سرچشمه می‌گیرد. این رودخانه پس از عبور از دشت پاسارگاد و تنگه بلاغی و سیوند به رود کر پیوسته و با گذر از دشت کربال به دریاچه بختگان می‌ریزد. این رودخانه از میان شهر تاریخی اصطخر می‌گذشته و شاخه‌ای از آن به تخت جمشید می‌رفته است. به عبارت دیگر این رودخانه، آب شهر اصطخر و تخت جمشید را تأمین می‌کرده است. عوامل مذکور سبب شده بوده که رود سیوند رودی مقدس در نزد ایرانیان به‌شمار رود. سنگ‌های تخت جمشید به‌وسیله این رودخانه از معدن سنگ سیوند برده شده است.
آب‌نمای سیوند، پرد هخامنشی سیوند، امامزاده ابراهیم سیوند، امامزاده سلطان کرم سیوند، تنگه بلاغی، شهر باستانی اصطخر، جنگلهای سیوند و کوچه باغ‌های سیوند از جمله آثار توریستی و تاریخی کناره این رود محسوب می‌شوند. از زمان‌های قدیم تاکنون سدهای زیادی بر روی این رود به ویژه در تنگه بلاغی ساخته شده است. سد سیوند بر روی این رودخانه ساخته شده است. اطراف این رودخانه را چم و کندل دربر گرفته که کندل امامزاده بزرگ‌ترین کندل آن می‌باشد.
این رود چندین دوسه که مهم‌ترین و بزرگ‌ترین آن‌ها دوسه سیوند است. از دیگر دوسه‌ها می‌توان به دوسه قصر دشت دوسه دشتبال، دوسه زنگی آباد و دوسه سیدگه اشاره کرد. رود سیوند داری قم و شیتوهای عمیق و خطرناکی است که از مهم‌ترین آن‌ها می‌توان به قم اسوری، قم وردی، قم وشیتوی امامزاده، قم عبادی، قم سربند و قم و شیتوی سلطان کرم اشاره کرد.
خصوصیت بارز این رودخانه، سنگریزه‌ای بودن، ماسه‌ای بودن و پوشش غالب درخت‌های بید و گز و بوته‌های نوند (اسفند) کاشنی و خارشتر حاشیه آن است. در اطراف این رودخانه درنا، اردک وحشی، شانه بسر، لاک‌پشت، خرچنگ و دال دیده می‌شود. یکی از پرندگان نادر این منطقه فلامینگو سیوندی است که نسل آن رو به انقراض است. لازم است ذکر شود که این رودخانه در حال حاضر خشکیده و در صورت بارش فراوان باران در زمستان آب در آن جاری می‌شود.
.

### چشمه‌سارهای سیوند
چشمه سارهای فراوان از جمله چشمه‌های آبشاراوبرو، اندرز، خره، تقرگی، پلنگی، آبشار آقل کمر، سرچشمه (چشمه ابوالمهدی)، واپر، کنج، اشکفت، چال رونی، سم سم، آبشار اوشه گاه، پرد وردی، چال جانقلی و پاچه یادگاری است. بکرترین جای این کوه منطقه است وسیع که تنگ فشکنام دارد.

### درختان و گیاهان سیوند
در این کوه‌ها درخت‌های ونشک ژه الوک وکل همچنین گیاهان کوهی جاشیر روآسک کنگر لپو بندول خارج کارده درمنهوزیره کوهی فرنجمشکبوفور یافت می‌شود.<زیره و فرنجمشک سیوند> دارای عطر وبوی زیادوبنام زیره وفرنجمشک سیوند شهرت یافته و از قیمت بالایی برخوردار است.

## آثار تاریخی

### سیوند خرابه
شهر قدیم سیوند تا پیش از حمله محمود افغان که از غرب به امامزاده عقیل سیوند و گورستان قدیم سیوند از شرق به کاروانسرای سیوند در دامنه کوه‌های سیوند و در کنار رودسیوند واقع شده است. این مکان تاپیش از حمله محمودافغان شهری آباد بوده و در حمله محمود به کلی ویران شده است. این مکان در ۵/۱ کیلومتری شمال شرق سیوند کنونی قراردارد. این مکان بارها مورد کاوش‌های غیرقانونی قرار گرفته و مقدار زیادی از آن نیز توسط اهالی روستای قوام آباد تخریب شده است.

### تنگه بلاغی
در جنوب غربی جلگه پاسارگاد تنگهٔ دراز و گودی است به نام تنگه بلاغی که محل رفت و آمد چارپایان و دام‌های ایل باصری و طوایف کرد شولی، فارسی، عبدالیوسفی و عرب می‌باشد. چون این تنگه کوتاهترین راه بین قادر آباد و سیوند است، ایالات نامبرده هنگام کوچ به ییلاق و همچنین برگشت از ییلاق از این راه می‌گذرند.
درازای تنگه حدود ۱۲ کیلومتر و عرض آن ۲۰۰ تا ۵۰۰ متر می‌باشد ولی این پهنا قابل عبور نیست زیرا رودخانه سیوند و درختان انبوه و جنگلی اطراف رود عبور را مشکل کرده و تنها از کمر کوه که دارای راه باریکی است می‌توان گذشت. گذرگاه تنگه پس از گذشتن از پوزه‌های سنگ بر، تیرانداز، پوزه سرخ به دشت گسترده‌ای به نام دشت بلاغی می‌رسد.
در آغاز تنگه در دامنه کوه راه باریکی به پهنای ۵/۱ متر و به درازای حدود ۲۰۰متر در سنگ کوه تراشیده شده که جالب و حائز اهمیت است و آثار آن می‌رساند که مربوط به دوران‌های خیلی دور می‌باشد. برحسب نیاز به رفت و آمد بسیار، دیوار گذرگاه سنگی را از بالا تراش داده و در بعضی جاها از یک متر تا ده متر پهنا داده‌اند. در وسط تنگه پایه‌های پلی دیده می‌شود که برای گذشتن از این سوی آب به سوی دیگر در قدیم الایام ساخته بودند.
تنگه بلاغی به موازات تنگهٔ سعادت آباد قرارگرفته ولی همانقدر که تنگهٔ سعادت آباد خشک می‌باشد این تنگه با صفا و پر درخت است و بدون شک در دوران شاهنشاهی هخامنشی و قرن‌ها پس از آن راه مواصلاتیتخت جمشید ونقش رستم واستخر به پاسارگاد از همین طریق بوده و از این شهر به سوی هگمتانه می‌رفتند.
از سیوند تا پاسارگاد از راهتنگه بلاغی کمتر از ۲۰ کیلومتر راه است. در حالیکه از راه فعلی و سعادت آباد حدود ۵۰ کیلومتر فاصله است.

### چشمه آب معدنی لیرک سیوند
چشمه آب معدنی لیرک سیوند در کیلومتر ۷۵ جاده شیراز- اصفهان و در دامنه کوه‌های سیوند در ارتفاعات ۲٬۲۰۰ متری سلسله جبال زاگرس، منطقه سیوند واقع شده است.
از لحاظ کیفی یکی از بهترین آب‌های معدنی چشمه‌ای در کشور است که تأثیر محیطی بر آن از لحاظ آلودگی صفر است.
متأسفانه امروزه با احداث کار خانه با جعل تاریخی آب معدنی پارس کارخانه حوض و آب‌انبار چشمه را که به دوران ساسانیان می‌رسید را تخریب نموده است؛ و در پی اقدامات میراث فرهنگی برای فرار از نام تخریب کار چشمه و آب‌انبار ساسانی لیرک سیوند آن را به چشمه سادات تغییر داده است. اگرچه بر روی آب معدنی آنرا به زمان آریایی‌ها و هخامنشیان نسبت داده آما سؤال اینجاست که واژه عربی سادات در زمان هخامنشیان و آریایی‌ها چه می‌کرده اشت.

### کاروانسرای شاه عباسی سیوند
کاروانسرای شاه عباسی سیوند: که در دوران صفویه بر کنار شهر قدیم سیوند(سیوند خرابه)که پیش از انقلاب قوام شیرازی رعیت‌های عشایر خود را در آن ساکن کرد که امروزه سازمان میراث فرهنگی آن را به نام کاروانسرای قوام آباد به‌دلیل مجاورت باروستای قوام آباد به ثبت رساندهاست این کاروانسرا امروزه به دست اهالی قوام آباد بسیار آسیب دیده و از دَرِ ورودی گردویی آن به عنوان پل مورد استفاده قرار گرفته است.

### غار سیوند
این مکان در ۱کیلومتری متری سیوند بر فراز کوه‌های سیوند قرار دارد و یکی از نخستین پناهگاهای بشر است که در آن نقاشی‌ها و کنده کاری‌هایی در پیش از تاریخ کشف شده است. این اثر در تاریخ۱۱شهریور ۱۳۸۲بشماره ۹٬۸۳۲ در فهرست آثار ملی به ثبت رسیده است. این اثر بربالای سیوند خرابه و در شرق امامزاده عقیل وگورستان صفوی سیوند قراردارد.

### کتیبه پهلوی تنگ خشک سیوند
این کتیبه نخستین سندی است که در آن از سیوند نام برده شده است و در آن چگونگی ساخت تخت جمشید شرح داده شده است این اثر در تاریخ ۷ مهر ۱۳۵۴ به شماره ۱٬۱۱۱در فهرست آثار ملی به ثبت رسیده است. این اثر در کنار سیوند خرابه و گورستان کهن سیوند و در ۲۰۰متری سیوند کنونی بر دامنه‌های کوه‌های سیوند واقع شده است.

### فهرست آثار تاریخی سیوند
- حوض لیرک سیوند
- خرفت خانه سیوند
- پرد هخامنشی سیوند
- سیوندخرابه
- چشمه لیرک سیوند
- حوض قدیمی لیرک سیوند
- غار سیوند
- کتیبه پهلوی تنگ خشک سیوند
- گورستان صفوی سیوند
- کاروانسرای شاه عباسی سیوند
- معدن سنگ‌های هخامنشی سیوند
- آثارسیوند
- الماس بری سیوند
- حمام طاقی سیوند
- عمارت قلعه فرنگی سیوند
- ساختمان اداره پست قدیم سیوند
- تپه‌های هخامنشی سیوند
- خانه‌های قدیمی سیوند
- مسجد سیوند خرابه
- کوره‌های آهک پزی سیوند
- باغ وعمارت امتیاز سیوند
- کاروانسرای کلیمیان
- خرابه‌های تنگ فشک
- دهکانه سیوند
- حمام دهکانه سیوند
- تنگه بلاغی

### کتابهای پیرامون سیوند
درمورد سیوند کتابهای متعدد نوشته شده که مهم‌ترین آنها عبارتند از:
- سیوند، مجتبی خرم (۱۳۹۴)
- گویش سیوندی، فرزاد نوروزی - حسین آزاده (۱۳۹۵)
- واژه‌نامه سیوندی، مجتبی خرم (۱۳۹۳)
- دستور زبان سیوندی، مجتبی خرم (۱۳۹۴)
- ضرب‌المثلهای سیوندی، حسین آزاده (۱۳۹۵)
- آردگاما بگرسان (شعر سیوندی)، محمد نصیری (۱۳۹۶)
- واژگان موضوعی در فرهنگ مردم سیوند، مجتبی خرم (۱۳۹۴)
- ته حورا بهشتی (تو حوری بهشتی هستی)، شعر سیوندی، علی رفیعی، نشر سیوند، (۱۴۰۰)[۴]

## نگارخانه

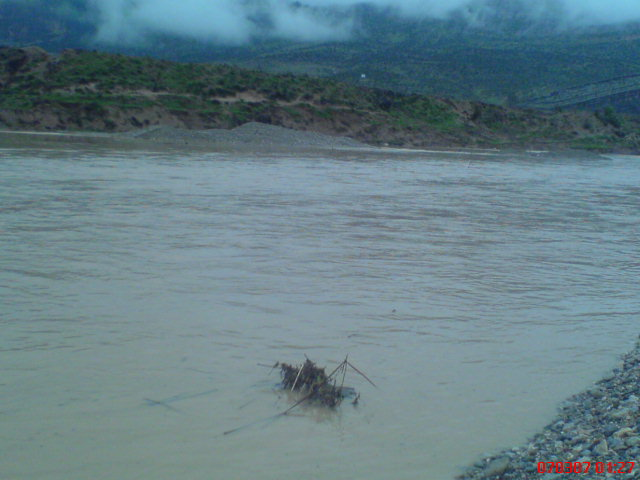
رود سیوند
سیوند جیریز بگی
سیوند تقری۳
سیوند آقل کمر
سیوند کنج